# Hans Junkermann

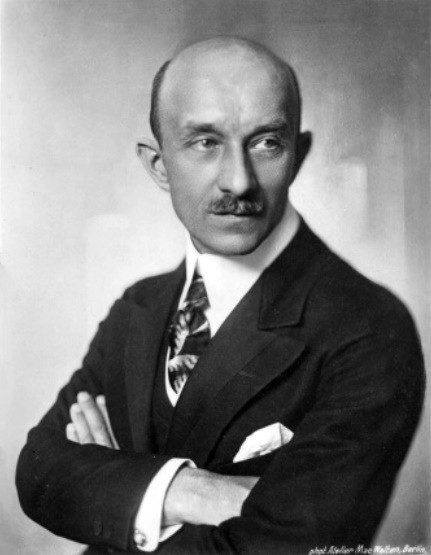
Hans Junkermann

Hans Junkermann, född 24 februari 1872 i Stuttgart i Tyskland, död 12 juni 1943 i Berlin, var en skådespelare. Han var son till skådespelaren August Junkermann.

## Filmografi (urval)
- 1943 - Akrobat oh
- 1943 - Gammalt hjärta blir åter ungt
- 1943 - Münchhausen
- 1940 - En drottnings hjärta
- 1938 - En förförare med otur
- 1932 - Man braucht kein Geld!
- 1928 – Parisiskor
- 1928 – Hans Kungl. Höghet shinglar
- 1922 - Dr. Mabuse, der Spieler Teil 1: Der große Spieler - Ein Bild der Zeit
- 1919 - Die Austernprinzessin